# Al-Qasim al-Ma'mun
al-Qāsim al-Maʾmūn, in arabo المأمون القاسم بن حمود (959 – Malaga, 1039), fu il secondo califfo del Califfato di Cordova, appartenente alla dinastía hammudide, per due volte, la prima dal 1018 al 1021 e la seconda nel 1023.

## Origine
Di famiglia berbera, come riportano sia la Histoire des Almohades / d'Abd el- Wâh'id Merrâkechi, che la Muslim Spain and Portugal: A Political History of al-Andalus era fratello del califfo ʿAlī ibn Ḥammūd al-Nāṣir, ed era figlio di Hamoud ibn Meymoun e di una concubina, di cui non si conosce il nome, come riporta la History Of The Mohammedan Dynasties In Spain Vol II.

Hamoud ibn Meymoun era figlio di Ahmed b. Ali b. Obeyd Allah b. Omar b. Idris [b. Idris] b. Abd Allah b. Hasan b. Hasan b. Ali b. Abou Taleb, sempre secondo Abd el- Wâh'id Merrâkechi.

## Biografia
Quando nel 1010, nel mese di luglio, Hishām II fu riportato sul trono per la terza volta, come riporta lo storico Rafael Altamira, Sulayman ibn al-Hakam, "al-Musta'in" non riconobbe Hishām II, come califfo e portò avanti la guerra civile che opponeva i berberi, suoi sostenitori agli schiavi, sostenitori di Hishām II.

Durante la guerra civile Al-Qasim e il suo fratello minore, Ali erano al seguito di Sulayman, che, dopo la conquista di Cordova, nel 1013, divenuto califfo nominò Qasim governatore di Algeciras e suo fratello, Ali, governatore di Ceuta.
Suo fratello, Ali, nel 1016, divenne califfo.
Al-Qasim, nel 1018, era governatore di Siviglia, quando, suo fratello, il califfo Ali, fu tradito e assassinato nel bagno da tre schiavi, come riportano sia Abd el- Wâh'id Merrâkechi, che la History Of The Mohammedan Dynasties In Spain Vol II.
Dopo la morte del fratello, i suoi seguaci lo nominarono califfo in contrapposizione all'omayyade ʿAbd al-Raḥmān IV ibn Muḥammad che era stato nominato califfo nell'aprile dello stesso anno, e che stava avanzando su Cordova alla testa di un possente esercito.

### Primo califfato
Al-Qasim entrò in Cordova, sei giorni dopo la morte di Ali, divenne califfo nel 1018, mentre Abd al-Rahman IV aveva deciso di occupare Granada, per poi proseguire su Cordova, ma Granada era un principato governato dal generale berbero, Zawi ibn Ziri, che si rifiutò di consegnare la città, obbligando Abd al-Rahman IV ad assediare la città. Abd al-Rahman IV, sconfitto, si ritirò nella città di Guadix, dove fu tradito ed assassinato dai suoi sostenitori.
Al-Qasim governò per circa tre anni, in un periodo di relativa calma. Essendo in età già avanzata e poco incline ad assumersi dei rischi, fu mite e giusto, proclamò un'amnistia, per la morte di suo fratello e inoltre alleggerì le imposte.
Nel 1021 però, suo nipote, il governatore di Ceuta, Yaḥyā ibn ʿAlī, figlio di ʿAlī ibn Ḥammūd al-Nāṣir, reclamò il trono, sostenendo di essere lui il legittimo erede di suo padre e, con l'appoggio dei Berberi, navigò su Malaga, dove ebbe l'appoggio del governatore, suo fratello, Idris ibn Ali, e raccolto un esercito, marciò su Cordova.
Al-Qāsim, senza l'appoggio dei Berberi, che fino ad ora lo avevano sostenuto, abbandonò la capitale e si rifugiò a Siviglia, mentre Yaḥyā si proclamava califfo il 13 agosto 1021) e adottò il titolo (laqab) di 'al-Mu`tali bi-llāh (elevato da Dio).
Per poco più di un anno coesistettero dunque due califfi, uno a Cordova e uno a Siviglia.
L'incapacità di Yaḥyā di soffocare le continue ribellioni che si verificavano nella sua corte, fece riguadagnare ad Al-Qasim la fiducia dei Berberi, per cui, nel febbraio del 1023, rientrò in Cordova, costringendo Yaḥyā ibn ʿAlī ad abbandonare la sua capitale, rifugiandosi a Malaga.

### Secondo califfato
Rientrato a Cordova, al-Qāsim riuscì a mantenere il controllo del califfato solo sino all'agosto del 1023, quando una sollevazione degli abitanti di Cordova, provocata dal suo malgoverno, lo cacciò dalla città, e poi una sortita degli insorti lo obbligò a ritirarsi a Siviglia, governata dai suoi figli, Mohammed e Hasan, mentre Yaḥyā ibn ʿAlī aveva occupato Algeciras, dove Al-Qasim teneva le mogli ed il tesoro e Idris ibn Ali aveva occupato Tangeri, dove Al-Qasim contava di rifugiarsi.
Gli abitanti di Cordova, rimasti senza guida, nel frattempo, avevano eletto califfo un altro omayyade, Abd al-Rahman V ibn Hisham.

Anche i Berberi di Siviglia lo costrinsero a lasciare la città e Al-Qāsim, assieme al figlio Mohammed, fu costretto a rifugiarsi a Sherish, dove il nipote Yaḥyā ibn ʿAlī, lasciata Malaga, lo attaccò, e nonostante la strenua difesa di Al-Qāsim, nel 1024, lo catturò, divenendo l'unico capo dei Berberi, e lo fece incarcerare a Malaga dal fratello, Idris ibn Ali.
Al-Qāsim morì diversi anni dopo, secondo alcuni di morte naturale, mantre secondo altri, fatto strangolare in carcere, dal nipote Yaḥyā ibn ʿAlī, verso il 1035; invece, secondo la Histoire des Almohades / d'Abd el- Wâh'id Merrâkechi, fu strangolato in carcere, nel 1039, all'età di ottant'anni, dopo la morte del nipote, Idris ibn Ali, e il corpo fu consegnato al figlio Mohammed, che lo fece seppellire ad Algeciras.

## Famiglia
Al-Qasim ebbe diverse mogli e concubine, tra cui, Emira, figlia di Hasan b. Kannoun, che gli diede due figli:
- Muhammad ben al-Qasim, imprigionato dal cugino, Yahya ibn Ali, liberato alla sua morte e divenuto emiro della Taifa di Algeciras[17]
- Hasan, imprigionato dal cugino, Yahya ibn Ali, liberato alla sua morte e che fece un pellegrinaggio alla Mecca, assieme alla sorella, Fatima, vedova di Yahya ibn Ali[17].

### Fonti primarie
- (FR)  Histoire des Almohades / d'Abd el- Wâh'id Merrâkechi
- (EN)  The History Of The Mohammedan Dynasties In Spain Vol II
- (EN)  Muslim Spain and Portugal: A Political History of al-Andalus

### Letteratura storiografica
- Rafael Altamira, "Il califfato occidentale", in: «Storia del mondo medievale», Cambridge History of Middle Age, vol. II, 1999, pp. 477–515.]
- André Clot, L'Espagne musulmane (VIIIe~XVe siècle), Parigi, Perrin, 1999 (ristampa).